# Le Sappey-en-Chartreuse
Le Sappey-en-Chartreuse este o comună în departamentul Isère din sud-estul Franței. În 2009 avea o populație de 3.449 de locuitori.

## Evoluția populației
| An        | 1975  | 1982  | 1990  | 1999  | 2006  | 2009  |
| --------- | ----- | ----- | ----- | ----- | ----- | ----- |
| Populație | 2.796 | 2.564 | 2.369 | 2.504 | 3.053 | 3.449 |